# Jürgen Wertheimer

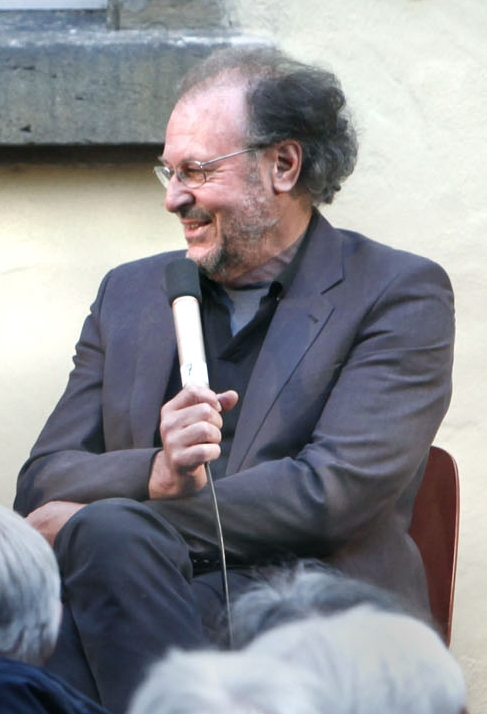
Jürgen Wertheimer im Dialog beim 7. Tübinger Bücherfest (Mai 2011)

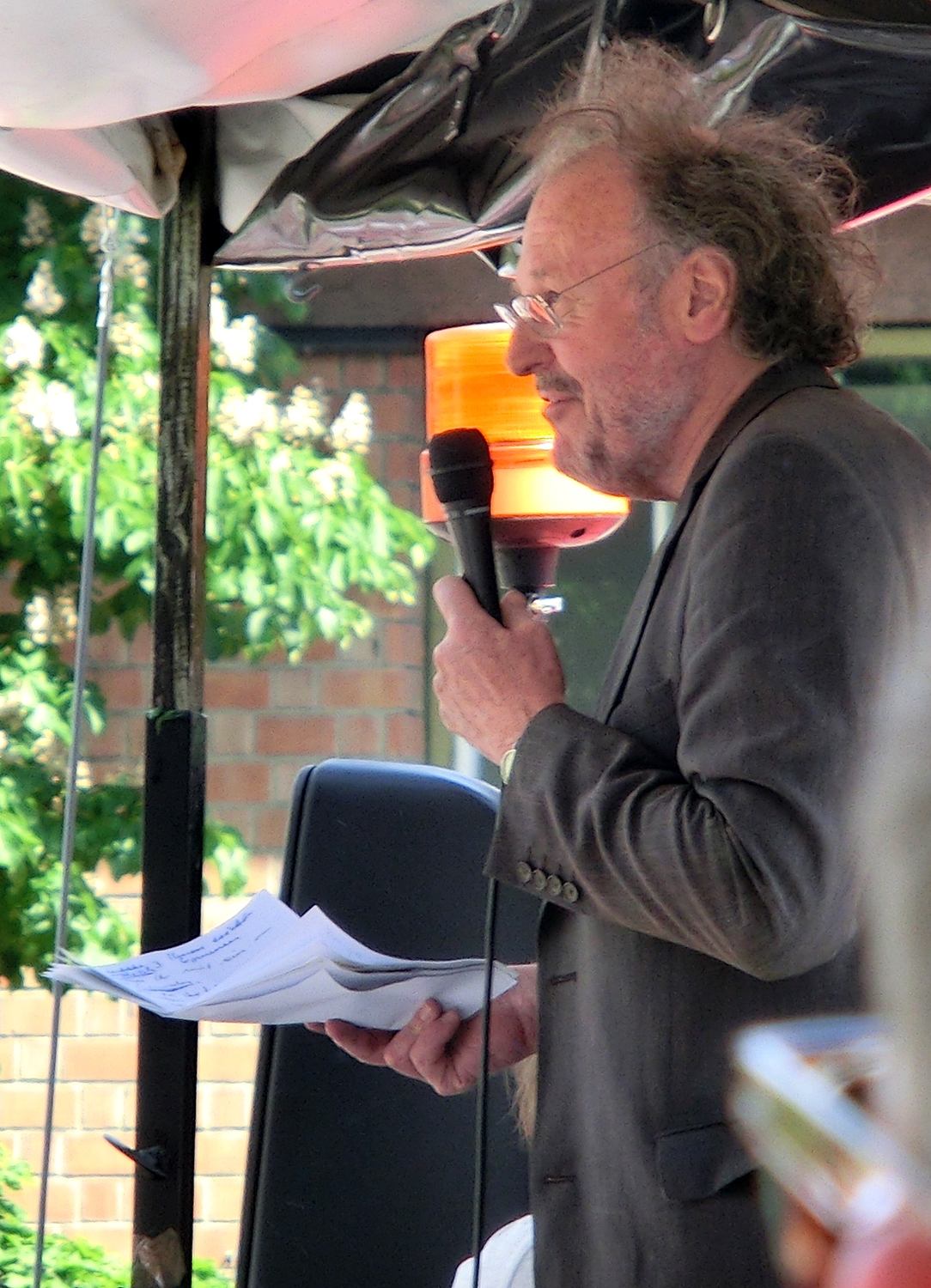
Jürgen Wertheimer als Redner auf der Tübinger Demonstration gegen Bildungskürzungen (Mai 2014)

Jürgen Edmund Wertheimer (* 18. Januar 1947 in München) ist deutscher Germanist und Komparatist. Er war Hochschullehrer für Neuere Deutsche Literaturwissenschaft und Komparatistik an der Universität Tübingen.

## Leben
Wertheimer studierte von 1969 bis 1973 Germanistik, Komparatistik, Anglistik und Kunstgeschichte in München, Siena und Rom. In den Jahren 1984/85 habilitierte er sich. Danach war er von 1986 bis 1987 Professeur associé für „Littérature allemande“ in Metz. Von 1991 bis 2015 hatte Wertheimer eine Professur für Neuere Deutsche Literaturwissenschaft und Komparatistik in Tübingen inne.
Wertheimer ist seit 1992 Mitherausgeber der komparatistischen Zeitschrift „arcadia“. In den Jahren 1994/95 war er Gastprofessor an der Université Paris 8. Von 1996 bis 2004 war er Organisator der Tübinger Poetik-Dozentur.
Seit dem Sommersemester 2008 ist Jürgen Wertheimer außerdem Mit-Initiator des Kooperationsprojekts WerteWelten. 2013 wurde er hierfür mit dem « Prix international de la Laïcité » ausgezeichnet, der vom Comité Laïcité République (Paris) verliehen wird. Seit 2015 ist er emeritiert.
In seinen Vorlesungsreihen beschäftigt er sich u. a. mit dem Exodus-Mythos, dem Phänomen literarischer Außenseiter (Hölderlin, Kleist, Kafka), Vertrauen als kulturellem Grundgefühl sowie europäischer Kulturgeschichte. Seit dem Jahr 2019 betreibt Jürgen Wertheimer gemeinsam mit der Theaterkritikerin Cornelie Ueding das Blog PPPlog – Perception, Perspektive, Performance.

## Projekt Cassandra
Wertheimer leitet das Projekt Cassandra (erster Untertitel: Krisenfrüherkennung durch Literaturauswertung, später: Literatur als Frühwarnsystem), das von 2017 bis 2020 vom Bundesministerium der Verteidigung unterstützt wurde. Das nach der mythologischen Figur Kassandra benannte Projekt kooperiert derzeit mit dem Weltethos-Institut Tübingen. Außer Wertheimer ist die polnische Germanistin Monika Wolting beteiligt. Nach dem russischen Überfall auf die Ukraine 2022 gab Wertheimer in einem Interview an, diesen Konflikt vorausgesagt zu haben, so etwa in seinem 2021 erschienenen Buch Sorry Cassandra! 2024 veranstaltete er im Rahmen des Projekts ein Programm in Zusammenarbeit mit der Münchner Sicherheitskonferenz.

## Plagiatsvorwürfe
Gegen Wertheimer stehen Vorwürfe im Raum, in seinem Buch Krieg der Wörter (2003) Passagen aus dem Buch Die Juden in Deutschland von der Römerzeit bis zur Weimarer Republik (1988) von Nachum T. Gidal abgeschrieben zu haben. Wertheimer hat sich dazu noch nichts geäußert.

## Werke (Auswahl)
- Immanuel Kant. Der Magier der Vernunft in 24 Episoden. Benevento, Salzburg/Wien 2023, ISBN 978-3-7109-0164-5.

- Mischwesen. Tiere, Menschen, Emotionen (= Fröhliche Wissenschaft, Bd. 211). Matthes & Seitz, Berlin 2022, ISBN 978-3-7518-0556-8.

- Sorry Cassandra! Warum wir unbelehrbar sind. Konkursbuch Verlag, Tübingen 2021. ISBN 978-3-88769-457-9.
- Europa – eine Geschichte seiner Kulturen. Penguin, München 2020. ISBN 978-3-328-60063-3.
- Weltsprache Literatur. Die Globalisierung der Wörter. Konkursbuch Verlag, Tübingen 2018. ISBN 978-3-88769-461-6
- zusammen mit Isabelle Holz und Florian Rogge: Maidan. Tahrir. Taksim. Die Sprache der Plätze. Protest, Aufbruch, Repression. Marixverlag, Wiesbaden 2017. ISBN 978-3-7374-1063-2
- zusammen mit Gert Ueding (Hrsg.): Zurück zur Literatur. Streitbare Essays. Dietz, Bonn 2017. ISBN 978-3-8012-0500-3
- zusammen mit Niels Birbaumer: Vertrauen. Ein riskantes Gefühl. Ecowin, Salzburg 2016. ISBN 978-3-7110-0096-5
- Don Quijotes Erben. Die Kunst des europäischen Romans: Stationen des europäischen Romans. Konkursbuch Verlag, Tübingen 2013. ISBN 978-3-88769-357-2
- mit Nicholas J. Conard: Die Venus aus dem Eis. Wie vor 40 000 Jahren unsere Kultur entstand. Knaus, München 2010. ISBN 978-3-8135-0376-0
- Als Maria Gott erfand. Pendo, München 2009 (Roman).
- Sisyphos & Bumerang. Zwischenberichte. Klöpfer & Meyer, Tübingen 2006.
- Schillers Spieler und Schurken. Konkursbuch Verlag, Tübingen 2005.
- Abenteuer Alltag. Europäische Romane von Cervantes bis Zola. Stauffenburg, Tübingen 2004.
- Krieg der Wörter: Die Kulturkonfliktslüge. LiteraturWissenschaft.de, Marburg 2003. ISBN 3-936134-05-7
- Du wachst auf, und der Albtraum beginnt … Europäische Romane des 20. Jahrhunderts. Tübingen 2002.
- Strategien der Verdummung, Infantilismus in der Fun-Gesellschaft. Hrsg. zusammen mit Peter V. Zima. München: Beck 2002. (Beck’sche Reihe.) ISBN 978-3-406-45963-4
- Don Juan und Blaubart. Erotische Serientäter in der Literatur.   München: Beck 1999. ISBN 978-3-406-42116-7
- „Der Güter gefährlichstes, die Sprache“. Zur Krise des Dialogs zwischen Aufklärung und Romantik (Hölderlin, Diderot, Rousseau). München 1990.
- Ästhetik der Gewalt. Ihre Darstellung in Literatur und Kunst. Jürgen Wertheimer (Hrsg.), athenäum, Frankfurt a. M. 1986.
- Dialogisches Sprechen bei Stefan George. Formen und Wandlungen. München 1978.

## Auszeichnungen
- 1994/95: « Professeur invité » an der Université Paris 8
- 2013: « Prix international de la Laïcité » verliehen vom Comité Laïcité République, Paris, Discours de Jürgen Wertheimer, lauréat du Prix international: «La révolte de la littérature contre le fondamentalisme ou La guerre des mots», 13. November 2013.
- 2022: Serge Lazareff Preis der NATO